# Chiasmocleis albopunctata
Chiasmocleis albopunctata är en groddjursart som först beskrevs av Oskar Boettger 1885.  Chiasmocleis albopunctata ingår i släktet Chiasmocleis och familjen Microhylidae. IUCN kategoriserar arten globalt som livskraftig. Inga underarter finns listade i Catalogue of Life.